# Lotharius I van Walbeck
Lotharius I van Walbeck (ca. 875 - Lenzen, 5 september 929) was een Saksisch edelman uit de tiende eeuw.
Lotharius was graaf van Walbeck, de Derlingau en de Balsamgau.
Lotharius was een van de aanvoerders, die in opdracht van Hendrik de Vogelaar probeerde Lenzen te veroveren. In die tijd was dat een vesting van de Wenden aan de Elbe. Lotharius sneuvelde in een veldslag bij Lenzen. In deze slag werden de Redariërs, een Slavische stam, verslagen. Toen het Saksische leger na de slag verder oostelijk de burcht van de Redariërs bereikte, gaven die zich na een kort gevecht over. In ruil voor hun leven mochten de Redarische strijders ongedeerd de burcht verlaten, maar zij moesten hun wapens, slaven, vrouwen, kinderen en alle andere bezittingen achterlaten.
Lotharius was vader van Lotharius II van Walbeck en grootvader van Lotharius III van Walbeck.

## Externe bron
- (de)  Genealogie der Mittelalter